# Симфония (теория)
Симфо́ни́я (от греч. συμφωνία — «созвучие», «согласие»); также симфония властей — православный принцип (идеал) взаимоотношений между Церковью и Обществом, заключающийся в том, что церковь и общество и, в частности, светская и церковная власти, в идеале находятся в состоянии согласия (гармонии) и сотрудничества (синергии), по аналогии с Божественным и человеческим естеством и божественной и человеческой волями Христа, «нераздельны и неслиянны». В отличие от толкования монофелитами, симфония является только идеалом, и из принципа симфонии не следует, что воля православного государства всегда совпадает с волей Бога.
Хотя фактически подобные отношения между Империей и Церковью восходят к императору Константину Великому, автором концепции обычно считают императора Юстиниана I, который первым её сформулировал в 6-й Новелле для Патриарха Епифания (535):

«Величайшие блага, дарованные людям высшею благостью Божией, суть священство (ἱερωσύνη) и царство (βασιλεία), из которых первое заботится о Божественных делах, а второе руководит и заботится о человеческих делах, а оба, исходя из одного и того же источника, составляют украшение человеческой жизни. Поэтому ничто не лежит так на сердце царей, как честь священнослужителей, которые со своей стороны служат им, молясь непрестанно за них Богу. И если священство будет во всем благоустроено и угодно Богу, а государственная власть будет по правде управлять вверенным ей государством, то будет полное согласие между ними во всём (συμφωνία τις ἀγαθὴ), что служит на пользу и благо человеческого рода. Потому мы прилагаем величайшее старание к охранению истинных догматов Божиих и чести священства, надеясь получить чрез это великие блага от Бога и крепко держать те, которые имеем».
Император Иоанн I Цимисхий (ок. 925—976) писал: «Я признаю две власти в этой жизни: священство и царство. Создатель мира вручил первой заботу о душах и последней — заботу о телах; если ни одна из них не ущемлена, мир находится в безопасности.»
В реализации симфонии властей в исторической действительности неизбежны некоторые отклонения от умозрительного идеала. По мнению священника Стенли Харакаса (Stanley Samuel Harakas; Американской архиепископии Константинопольского Патриархата), в «наше время» (XX век) нет предположений об осуществлении концепции симфонии и «самое большее, она являет „невозможный идеал“ в современном мире».
Отклонение, когда считающая себя православной государственная власть господствует над церковной иерархией, квалифицируют как цезаропапизм. Последний наиболее ярко проявлялся в Византии в последние десятилетия её существования, после заключения в 1380-х годах императором Иоанном V Палеологом конкордата с Патриархатом. Аналогичную власть над иерархией Российской Церкви имели российские императоры в синодальный период её истории, где подчинённое положение духовенства усугублялось отсутствием патриаршего возглавления. Последнее было упразднено в ходе церковной реформы Петра I в начале XVIII века.
Противоположное уклонение, когда церковная власть притязает на политическое господство в стране или над странами именуют папоцезаризмом (См. Папство).
В рамках Симфонии властей цезаропапизм считается языческим отклонением от нормы.
В документе «Об отношениях Церкви и государства», выработанном в 2005 году на совместных заседаниях Комиссии Московского Патриархата по диалогу с Русской Зарубежной Церковью и Комиссии Русской Зарубежной Церкви по переговорам с Московским Патриархатом, отмечалось:

Симфония предполагает предоставление Церкви и верующим условий для свободной церковной жизни, ведущей верующих к вечному спасению, «да тихое и безмолвное житие поживем, во всяком благочестии и чистоте» (1 Тим. 2. 2). Поскольку, по слову Божию, «мир во зле лежит» (1 Ин. 5. 19), идеал такой симфонии никогда в полной мере не осуществлялся.
2 февраля 2009 года в Большом Кремлёвском дворце Президент России Д. А. Медведев дал приём (официальный банкет) для архиереев РПЦ, перед которым Патриарх Кирилл в своей речи, в частности, говорил о «симфонии» как своём ви́дении идеальных отношений между Церковью и государством.